# Coris centralis
Coris centralis Randall, 1999 è un pesce di acqua salata appartenente alla famiglia Labridae.

## Distribuzione e habitat
Proviene dalla barriera corallina delle Sporadi Equatoriali, nell'oceano Pacifico. Nuota tra i 5 e i 46 m di profondità nelle zone con fondali sabbiosi poco al di fuori delle barriere.

## Descrizione
Come tutti i pesci del genere Coris, il suo corpo è allungato, ma in questa specie è anche particolarmente sottile, con la testa dal profilo abbastanza appuntito e gli occhi piuttosto grandi. La lunghezza massima registrata è di 9,2 cm. La colorazione è pallida, biancastra, più tendente al marrone chiaro sul dorso, soprattutto nei maschi adulti. Dalla bocca parte una striscia orizzontale prima gialla scura, poi nera, che passa dall'occhio e termina sul peduncolo caudale. Al di sotto di essa può essere presente un'altra striscia orizzontale, giallastra o arancione, sbiadita. Le pinne sono trasparenti, non particolarmente ampie né allungate, e la pinna caudale ha il margine arrotondato. Nei maschi adulti i primi raggi della pinna dorsale sono neri e leggermente più lunghi degli altri.

## Riproduzione
È oviparo e la fecondazione è esterna. Non ci sono cure nei confronti delle uova. Durante il corteggiamento i maschi tengono la pinna dorsale eretta mentre nuotano.

## Conservazione
Questa specie è classificata come "a rischio minimo" (LC) dalla lista rossa IUCN perché a causa delle dimensioni ridotte non è di alcun interesse per la pesca e perché comunque parte del suo areale coincide con un'area marina protetta.